# 桑格薩爾

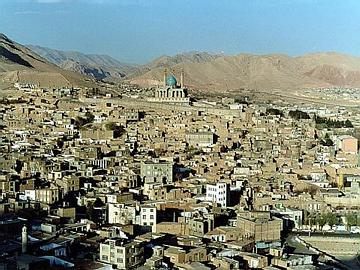

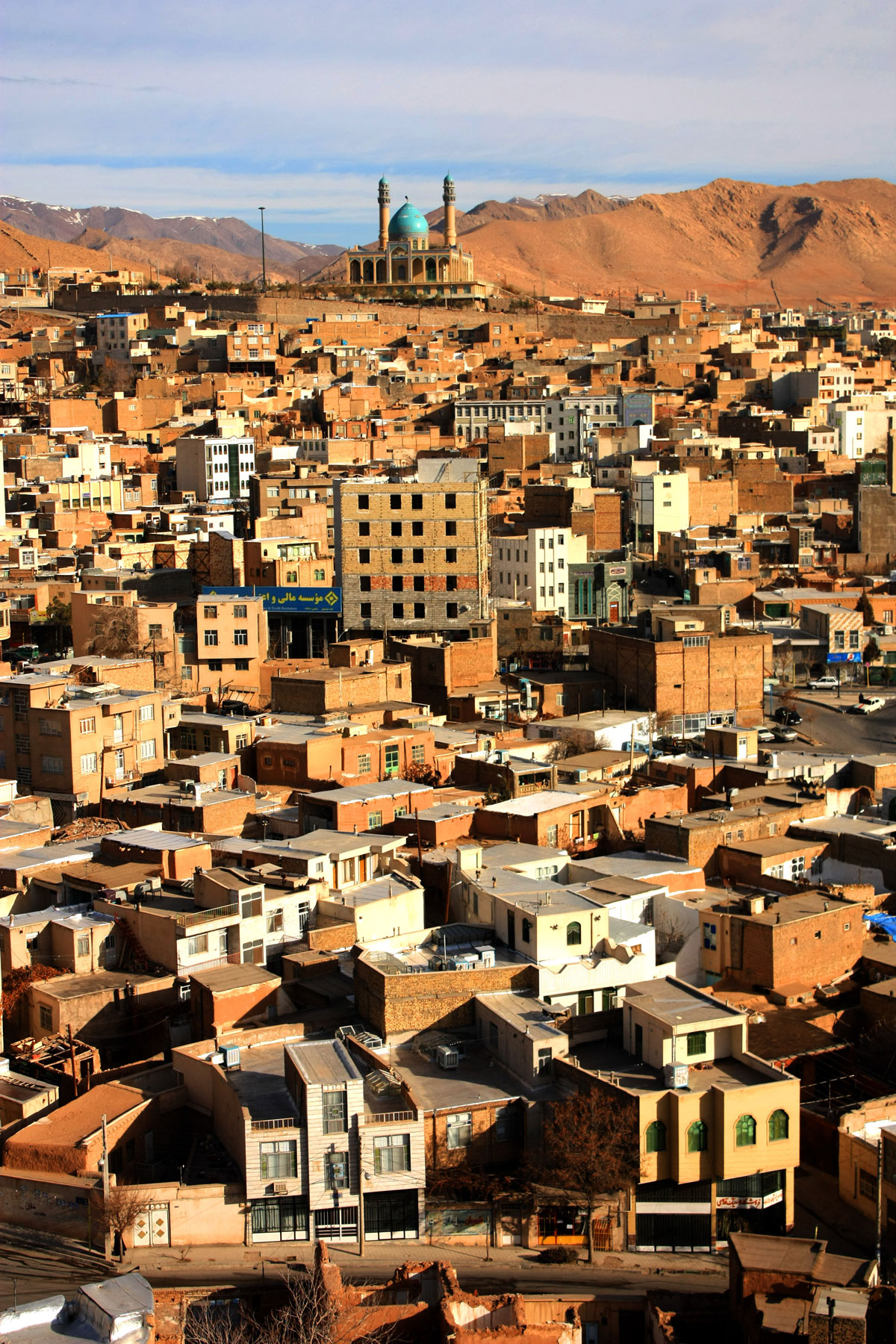

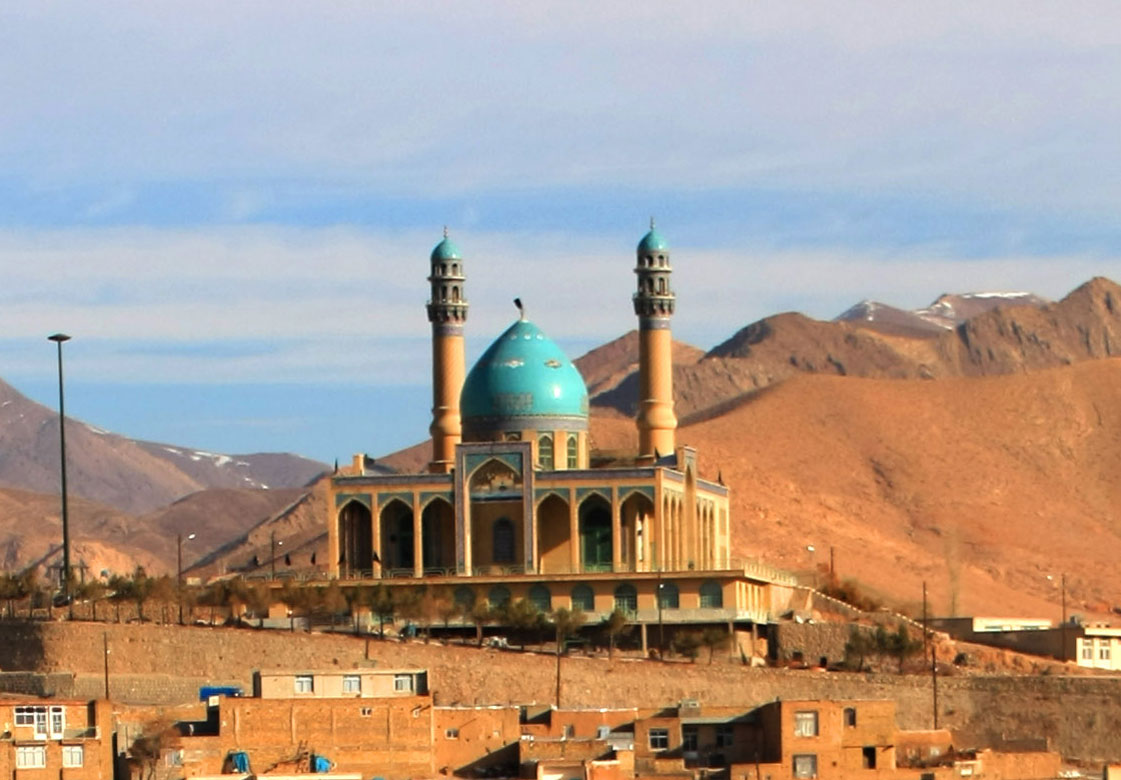

桑格薩爾是伊朗的城市，位於該國北部厄爾布爾士山脈南坡，由塞姆南省負責管轄，處於首府塞姆南市以北20公里，海拔高度1,630米，2012年人口21,974。